# Frank Weidner
Frank Weidner (* 1962 in Marl) ist ein deutscher Pflegewissenschaftler.

## Leben
Nach der Zivildienst 1981 im St. Gerburgis Hospital in Nottuln und dem Abschluss 1986 der Ausbildung zum Krankenpfleger im Knappschaftskrankenhaus Recklinghausen sammelte er von 1986 bis 1995 Berufserfahrungen als Krankenpfleger und innerbetrieblicher Fortbildner in verschiedenen Einrichtungen. Das erste Staatsexamen Gesundheitswissenschaften (Lehramt) legte er 1991 Universität Osnabrück ab. Für die Promotion 1995 zum Dr. phil. in Osnabrück wurde ihm 1995 der Promotionspreis der Universität Osnabrück verliehen. 1995 wurde er stellvertretender Geschäftsführer und Leiter des Instituts für Fort- und Weiterbildung beim DBfK in Hannover (LV Niedersachsen). 1997 wurde er Professor für Pflegewissenschaft an der Katholischen Hochschule Nordrhein-Westfalen und 2000 Gründungsdirektor des Deutschen Instituts für angewandte Pflegeforschung e.V. in Köln. Von 2006 bis 2015 war er Gründungsdekan der Pflegewissenschaftlichen Fakultät der PTH Vallendar, wo er seit 2006 Lehrstuhlinhaber Pflegewissenschaft ist. Von 2009 bis 2015 war Prorektor der PTHV. 2009 wurde er Vorstandsvorsitzender des Deutschen Instituts für angewandte Pflegeforschung e.V. Der Deutsche Pflegerat verlieh ihm 2013 den deutschen Pflegepreis.
Seine Forschungsschwerpunkte sind Grundlagen und Entwicklung der Pflege und ihrer Wissenschaft, pflegerelevante Versorgungsforschung, Professionalisierung der Pflege, Gesundheitsförderung, Pflegeprävention und -beratung (inklusive kommunaler Ansätze), Grundlagen und Ansätze der Rehabilitation in der Pflege.

## Schriften (Auswahl)
- Professionelle Pflegepraxis und Gesundheitsförderung. Eine empirische Untersuchung über Voraussetzungen und Perspektiven des beruflichen Handelns in der Krankenpflege (= Mabuse-Verlag Wissenschaft. Band 22). Mabuse-Verlag, Frankfurt am Main 1995, ISBN 3-929106-07-8, (zugleich Dissertation, Osnabrück 1994).
- als Herausgeber: Pflegeforschung praxisnah. Beispiele aus verschiedenen Handlungsfeldern (= Kölner Beiträge zur Praxisdisziplin Pflege. Band 1). Mabuse-Verlag, Frankfurt am Main 1999, ISBN 3-933050-13-8.
- mit Sabine Dörpinghaus: Pflegeberichterstattung im Überblick. Eine Studie über Pflegedaten im In- und Ausland. Schlütersche, Hannover 2003, ISBN 3-87706-885-5.
- mit Anne Ströbel: Ansätze zur Pflegeprävention. Rahmenbedingungen und Analyse von Modellprojekten zur Vorbeugung von Pflegebedürftigkeit. Zwischenbericht 2002 (=  Pflegeforschung. Schriftenreihe des Deutschen Instituts für Angewandte Pflegeforschung e.V.). Schlütersche, Hannover 2003, ISBN 3-87706-881-2.
- mit Sabine Dörpinghaus: Pflegekurse im Blickpunkt. Strukturen – Konzepte – Erfahrungen. Schlütersche, Hannover 2006, ISBN 3-89993-159-9.
- als Herausgeber mit Hartmut Emme von der Ahe, Anke Lesner und Udo Baer: Alter und Trauma – Unerhörtem Raum geben. Abschlussbericht zum Projekt „Alte Menschen und Traumata – Verständnis, Erprobung und Multiplikation von Interventions- und Fortbildungsmöglichkeiten“. Mabuse-Verlag, Frankfurt am Main 2016, ISBN 3-86321-336-X.